# Ursel Brunner
Ursel Brunner (n. 30 ianuarie 1941, Heidelberg, Germania Nazistă – d. 18 septembrie 2024, Heidelberg, Germania) a fost o înotătoare ce a reprezentat Germania, medaliată olimpică. A participat la o ediție a Jocurilor Olimpice (1960) în care a câștigat două medalii de bronz în probele de 4x100 m liber și 4x100 m mixt.

## Participări
Lista de mai jos prezintă principalele competiții la care a participat Ursel Brunner de-a lungul carierei.
- swimming at the 1960 Summer Olympics – women's 4 × 100 metre medley relay[*]